# Hesperoburhinus superciliaris
L'occhione del Perù (Hesperoburhinus superciliaris (Tschudi, 1843)), è un uccello appartenente alla famiglia dei Burhinidae.

## Sistematica
H. superciliaris non ha sottospecie, è monotipico.

## Distribuzione e habitat
La specie è endemica dell'America meridionale, presente più precisamente in Perù, Ecuador e Cile.